# Encephalartos macrostrobilus
Encephalartos macrostrobilus är en kärlväxtart som beskrevs av S. Jones och J. Wynants. Encephalartos macrostrobilus ingår i släktet Encephalartos och familjen Zamiaceae. IUCN kategoriserar arten globalt som starkt hotad. Inga underarter finns listade i Catalogue of Life.